# Neglasari (Katibung)
Neglasari is een bestuurslaag in het regentschap Lampung Selatan van de provincie Lampung, Indonesië. Neglasari telt 3999 inwoners (volkstelling 2010).